# Bündner Nusstorte
Bündner Nusstorte nebo také Engadiner Nusstorte (v ladinštině, dialektu rétorománštiny, Tuorta da nuschs) je kulatý, plochý dort z křehkého těsta, který je plněn nahrubo nasekanými karamelizovanými vlašskými ořechy. Tento ořechový dort je pravděpodobně nejznámější specialitou kantonu Graubünden a vedle hruškové chleba (tzv. Birnbrot), je nejvýznamnějším exportním produktem cukrářů a pekařů tohoto kantonu.

## Výroba

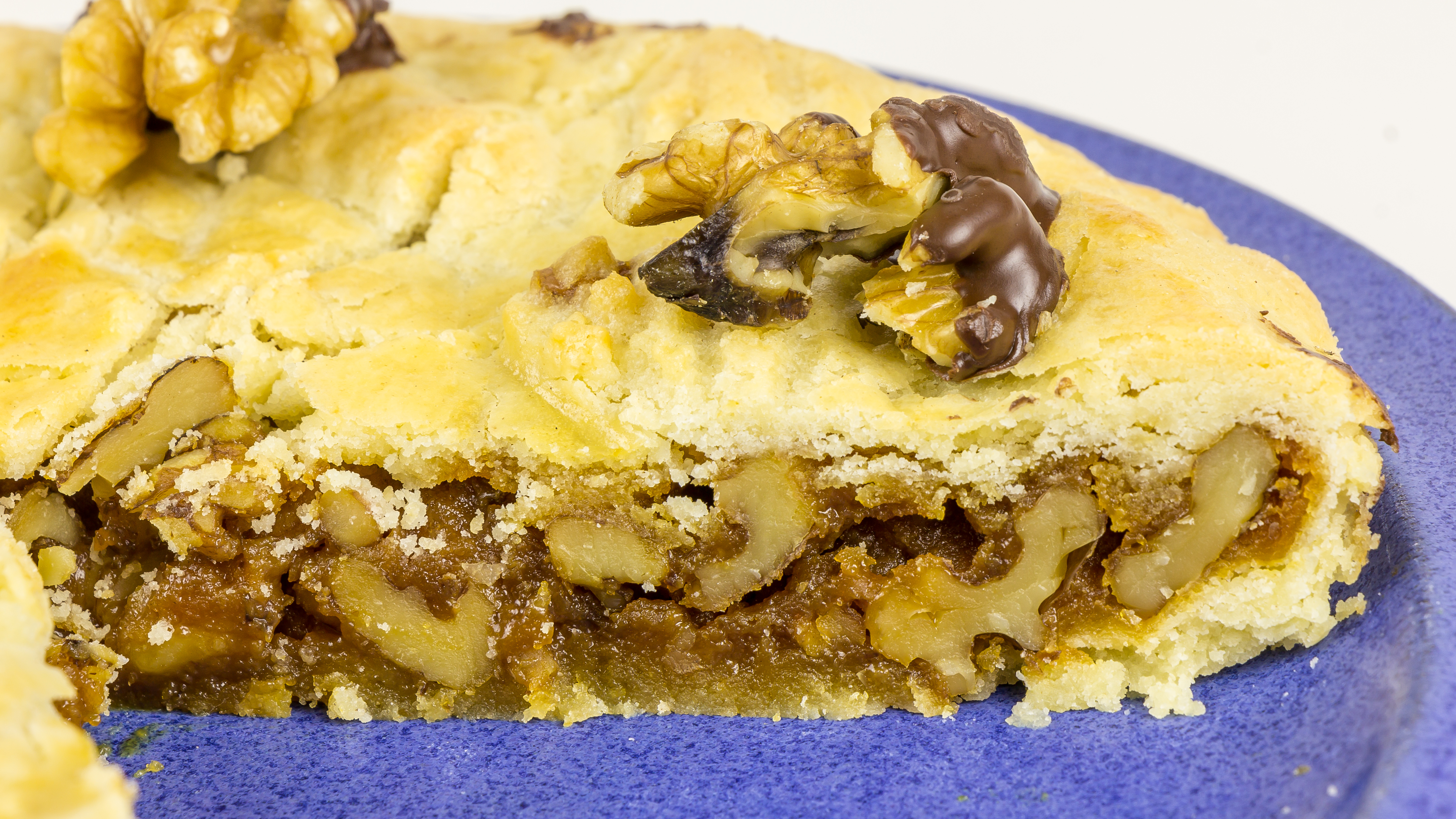
Bündner Nusstorte

Bündner Nusstorte je vyráběn v celém regionu Engadin mnoha cukráři po celý rok. Téměř každý má svůj vlastní recept, který chrání jako obchodní tajemství.
Základem dortu je křehké těsto složené z mouky, cukru, vajec, soli, másla a někdy i trochy margarínu, aby šlo těsto lépe vypracovat. Těsto odpočaté z lednice se rozdělí na třetiny. Těstem vyváleným z první třetiny se pokryje dno dortové formy, druhá třetina těsta je použita na obložení boků formy. Boky formy se těstem obloží výš, než bude dosahovat náplň, aby bylo možné tyto okraje přes náplň přehnout. Z třetí třetiny se vyválí těsto, kterým se náplň v těstě uzavře. Někdy se dno i boky formy vykládají jedním kusem těsta.
Náplň je tvořena cukrem karamelizovaným při nízkých teplotách. Do karamelu je následně přidána šlehačka, aby hmota zůstala měkká a kompaktní. Někteří cukráři přidávají také med. Nakonec jsou přidány nahrubo nasekané vlašské ořechy, které nejsou předem nijak upraveny. Často jsou používány ořechy z Kalifornie, protože ořechy z kantonu Graubünden jsou vnímány jako chuťově příliš výrazné.
Dort se peče při 200 °C asi 35 minut.
Varianty ořechového dortu vznikají tak, že se těsto předpeče nebo se odlišně připraví náplň: pokud se přidá méně smetany, náplň je karamelovější a vláčnější. Jen výjimečně jsou přidávány jiné druhy ořechů.
V regionu Engadin jsou ještě dnes různí výrobci ořechového dortu a každý z nich má svůj vlastní recept. Existují varianty, jako například Engadiner Zuckerbäcker-Nusstorte, který představuje nejtradičnější podobu ořechového dortu Bündner Nusstorte.

## Konzumace
Kaloricky bohatý ořechový dort je většinou podáván jako dezert nebo jako odpolední svačina k čaji, kávě nebo také k červenému vínu. Charakteristickým znakem tohoto ořechového dortu je jeho dlouhá trvanlivost. I po dvou měsících v kuchyňské spíži chutná stále bezvadně. To je jistě jedním z důvodů, proč jsou objednané dorty zasílány také poštou.